# Желтушник холмовой
Желтушник холмовой (лат. Erysimum collinum) — вид растений семейства Капустные. Входит в род Желтушник, который включает в себя от 150 до 350 видов в Северном полушарии.

## Описание
Erysimum collinum — двулетний вид. Растения обычно ветвящиеся у основания, с 1-7 стеблями во время цветения. Листья (длиной 14—50 мм, шириной 2—11 мм) покрыты волосками и более узкие у основания. Цветки жёлтые с голыми лепестками длиной 6—11 мм и шириной 2—4 мм. В главной кисти 30—60 цветков. Семенные коробочки длиной 56—95 мм, шириной 1,3-2 мм, квадратные с неочевидными краями и выровненные параллельно цветоносу. Цветоносы округлые и высотой 500—820 мм во время завязывания семян.

## Распространение
Erysimum collinum произрастает на юго-востоке России, в Армении, Турции, Грузии, Азербайджане, Ираке и Иране, где он встречается на высоте от 700 до 1390 м над уровнем моря. Места обитания E. collinum — возделываемые поля, берега рек и скалистые местности.

## Таксономия
В таксономической ревизии 2014 года E. aucherianum, E. gayanum, E. gracile и E. passgalense считаются тем же видом, что и E. collinum. Пересмотренные виды имеют как диплоидных (2n = 14), так и гексаплоидных (2n = 42) представителей. На основании сравнения последовательностей экспрессируемых генов у 48 видов Erysimum, E. collinum наиболее тесно связан с E. crassipes и E. crassicaule.

## Химическая защита
Род Erysimum известен тем, что содержит два основных класса защитных метаболитов: глюкозинолаты, характерные для всех Brassicaceae, и сердечные гликозиды (карденолиды), которые встречаются только в пределах рода Erysimum. Однако, в отличие от других проанализированных членов рода Erysimum E. collinum содержит только следовые количества сердечных гликозидов (карденолидов). Тем не менее экстракты E. collinum показали некоторую ингибирующую активность натрий-калиевой АТФазы млекопитающих (Na+/K±АТФаза), основной молекулярной мишени карденолидов.
Наиболее распространенным глюкозинолатом в E. collinum является глюкоэрипестрин (3-метоксикарбонилпропилглюкозинолат), который был зарегистрирован только в пределах рода Erysimum, включая также виды E. repandum, E. odoratum и E. ochroleucum. Другими глюкозинолатами, обнаруженными в E. collinum, являются индол-3-илметилглюкозинолат, 4-метоксииндол-3-илметилглюкозинолат, 3-метилсульфинилпропилглюкозинолат, 2-метилпропилглюкозинолат и n-метилбутилглюкозинолат.